# 东镇门
东镇门位于中国广西壮族自治区桂林市东镇路东端，面向漓江，为南宋末年建造的静江府城城门之一。初建时名称无考，明代称“东正门”，清代始称“东镇门”。现存城门为砖石结构，券拱和墙垣外部为料石，内部夯土，城墙地面铺设宋代宽薄条形砖。城垣高6.4米，厚15.8米，券拱高3.4米，门洞深16.32米，东端最快出为2.95米。城墙南北原分别于叠彩山和铁封山相连，现大部分尚存。1983年经整修，次年公布为桂林市文物保护单位。